# Sorry Angel
Sorry Angel (englisch; französischer Originaltitel: Plaire, aimer et courir vite) ist ein französisches romantisches Filmdrama aus dem Jahr 2018 unter der Regie von Christophe Honoré, der auch für das Drehbuch verantwortlich war, über einen HIV-positiven Mann, der sich in einen jüngeren Mann verliebt und weiß, dass er bald sterben wird. Die Hauptrollen wurden mit Vincent Lacoste, Pierre Deladonchamps und Denis Podalydès besetzt.

## Handlung
In Paris im Jahr 1993 lebt der Mitte-30-jährige Schriftsteller Jacques, der mit HIV infiziert ist. Von seiner Erkrankung, an der auch sein Exfreund Marco erkrankt ist, versucht er, sich nicht allzu sehr einschränken zu lassen und versucht sein Leben normal weiterzuleben, auch weil er einen kleinen Sohn hat, für den er sich das Sorgerecht mit dessen leiblicher Mutter teilt. Auf einer Reise in die Bretagne, wo eines seiner Theaterstücke aufgeführt wird, lernt er Arthur kennen. Arthur ist Anfang zwanzig, Student und noch dabei, seine eigene sexuelle Orientierung zu ergründen. Langsam nähern sich die beiden an, wobei Jacques wieder nach Paris zurückkehrt, Arthur dagegen in der Bretagne bleibt. Die beiden telefonieren häufig und lang. Während Arthur sich immer sicherer wird, dass er schwul ist und in Jacques die Liebe seines Lebens gefunden hat, verliebt sich auch Jacques in Arthur. Als Arthur Jacques in Paris besucht, beschließt er, seine Zelte in der Bretagne abzubrechen und zu Jacques nach Paris zu ziehen. Während Arthur seine Sachen in der Bretagne packt, bereitet Jacques seinen Suizid vor. Der Film endet damit, dass Arthur Jacques anruft, dieser den Anruf aber nicht mehr entgegennimmt.

## Hintergrund

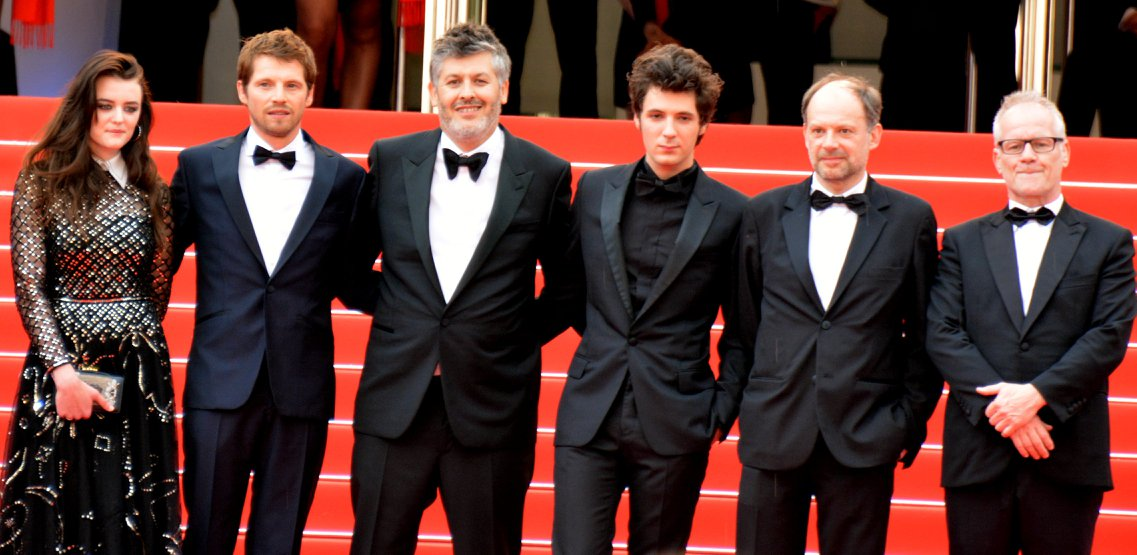
Teile des Stabs von Sorry Angel auf den Internationalen Filmfestspielen von Cannes 2018.

### Produktion
Sorry Angel ist eine Produktion von Les Films Pelléas in Koproduktion mit Arte France Cinéma. Gedreht wurde ab Juni 2017 in Frankreich in Binic-Étables-sur-Mer, Rennes und Paris, sowie in den Niederlanden in Amsterdam.

### Veröffentlichung
Die Uraufführung erfolgte auf den Internationalen Filmfestspielen von Cannes 2018 am 10. Mai 2018. Am gleichen Tag lief der Film in den französischen Kinos an. Deutschlandpremiere feierte Sorry Angel im September 2018 auf dem Internationalen Filmfest Oldenburg, deutscher Kinostart war am 25. Oktober 2018, am gleichen Tag lief der Film auch in den österreichischen und Schweizer Kinos an. Den Verleih in Deutschland übernimmt Edition Salzgeber. Sorry Angel steht in der französischen Originalfassung mit deutschen Untertiteln zur Verfügung und wurde in Deutschland Ende Januar 2019 auf DVD veröffentlicht. Internationale Fernsehpremiere feierte der Film Anfang Oktober 2020 auf dem portugiesischen Sender RTP2.
Während der Titel in Deutschland und Österreich unter dem internationalen Titel Sorry Angel veröffentlicht wurde, wurde bei der Veröffentlichung in der Schweiz der Originaltitel verwendet.
Der Film wurde unter anderem auf dem Jerusalem Film Festival, dem Vancouver International Film Festival, dem Göteborg International Film Festival und dem Busan International Film Festival präsentiert.
Die deutsche Erstausstrahlung der synchronisierten Fassung bei Arte war zum Weltaidstag am 1. Dezember 2021.

## Synchronisation
Die deutschsprachige Synchronisation entstand nach dem Dialogbuch und unter der Dialogregie von Masen Abou-Dakn bei Eclaire Studios, Christa Kistner Synchronproduktion. Die deutsche Rohübersetzung stammt von Andrea Kirchhartz.
| Rolle            | Darsteller           | Synchronsprecher  |
| ---------------- | -------------------- | ----------------- |
| Jacques Tondelli | Pierre Deladonchamps | Jacob Weigert     |
| Arthur Prigent   | Vincent Lacoste      | Amadeus Strobl    |
| Mathieu          | Denis Podalydès      | Uwe Büschken      |
| Jean-Marie       | Quentin Thébault     | Sebastian Fitzner |
| Nadine           | Adèle Wismes         | Maximiliane Häcke |
| Isabelle         | Sophie Letourneur    | Aline Staskowiak  |
| Marco            | Thomas Gonzalez      | Tim Sander        |

## Rezeption

### Kritiker
Bei zwanzig ausgewerteten Kritiken errechnete die französische Filmdatenbank AlloCiné eine Durchschnittsbewertung von 4,2 von 5 Sternen. Barbara Schweizerhof von epd Film vergab fünf von fünf Sternen und schreibt, dass Sorry Angel eine Liebesgeschichte erzählt, die eigentlich keine Liebesgeschichte sei, da niemand am Ende zusammenkommt. Auch wenn man die beiden Hauptdarsteller meist getrennter Wege sieht, gelinge es dem Regisseur zu zeigen, „wie Freundschaft und Liebe sie alle […] miteinander verbindet“. Sie beschreibt den Film als wunderbar subtil[er] und gleichsam hinterrücks berührend[er]. Michael Meyns schreibt in seiner Kritik für das Kinomagazin Programmkino.de, dass die „Beiläufigkeit die größte Stärke des Films“ sei und die schweren Themen den Film trotzdem nicht zu einem Drama machen würden. Er beschreibt Sorry Angel als einen „Film über das Leben, über Begierden und Lüste, über persönliche Entwicklung und […] [D]die Liebe.“ Jan Künemund stellt im Spiegel fest, dass im Film gut dargestellt sei, dass schwule Männer die 1990er Jahre ganz anders wahrnehmen als der Durchschnittsbürger, nämlich als eine Zeit, in der Aids und der Tod untrennbar mit dem Schwulsein verknüpft gewesen seien. Die Rollen bezeichnet er als vielschichtige Charaktere.

### Zuschauer
In der Internet Movie Database bewerteten circa 2500 Zuschauer den Film mit 6,7 von 10 Sternen. In Frankreich verzeichnete Sorry Angel etwa 200.000 Kinobesucher und spielte 1,5 Millionen Euro ein.

## Auszeichnungen (Auswahl)
Internationale Filmfestspiele von Cannes 2018
- Nominierung für die Goldene Palme für Christophe Honoré
- Nominierung für die Queer Palm für Christophe Honoré

César 2019
- Nominierung in der Kategorie Bester Nebendarsteller für Denis Podalydès

Globes de cristal 2019
- Preisträger in der Kategorie Bester Hauptdarsteller für Vincent Lacoste

Europäische Filmfestival von Sevilla 2019
- Preisträger in der Kategorie Bester Film für Christophe Honoré
- Preisträger in der Kategorie Bester Hauptdarsteller für Vincent Lacoste und Pierre Deladonchamps
- Nominierung für den Premio Ocaña für Christophe Honoré